# Віреончик чагарниковий
Вірео́нчик чагарниковий (Hylophilus flavipes) — вид горобцеподібних птахів родини віреонових (Vireonidae). Мешкає в Центральній і Південній Америці.

## Опис
Довжина птаха становить 11,5 см, вага 13 г. Верхня частина тіла переважно зелена, крила і надхвістя дещо яскравіші. Голова оливково-коричнева. Над очима малопомітні світлі «брови», навколо очей жовтуваті кільця. Нижня частина тіла жовта. Дзьоб темний, лапи світлі. Виду не притаманний статевий диморфізм. Представники різних підвидів вирізняються своїм забарвленням.

## Підвиди
Виділяють сім підвидів:

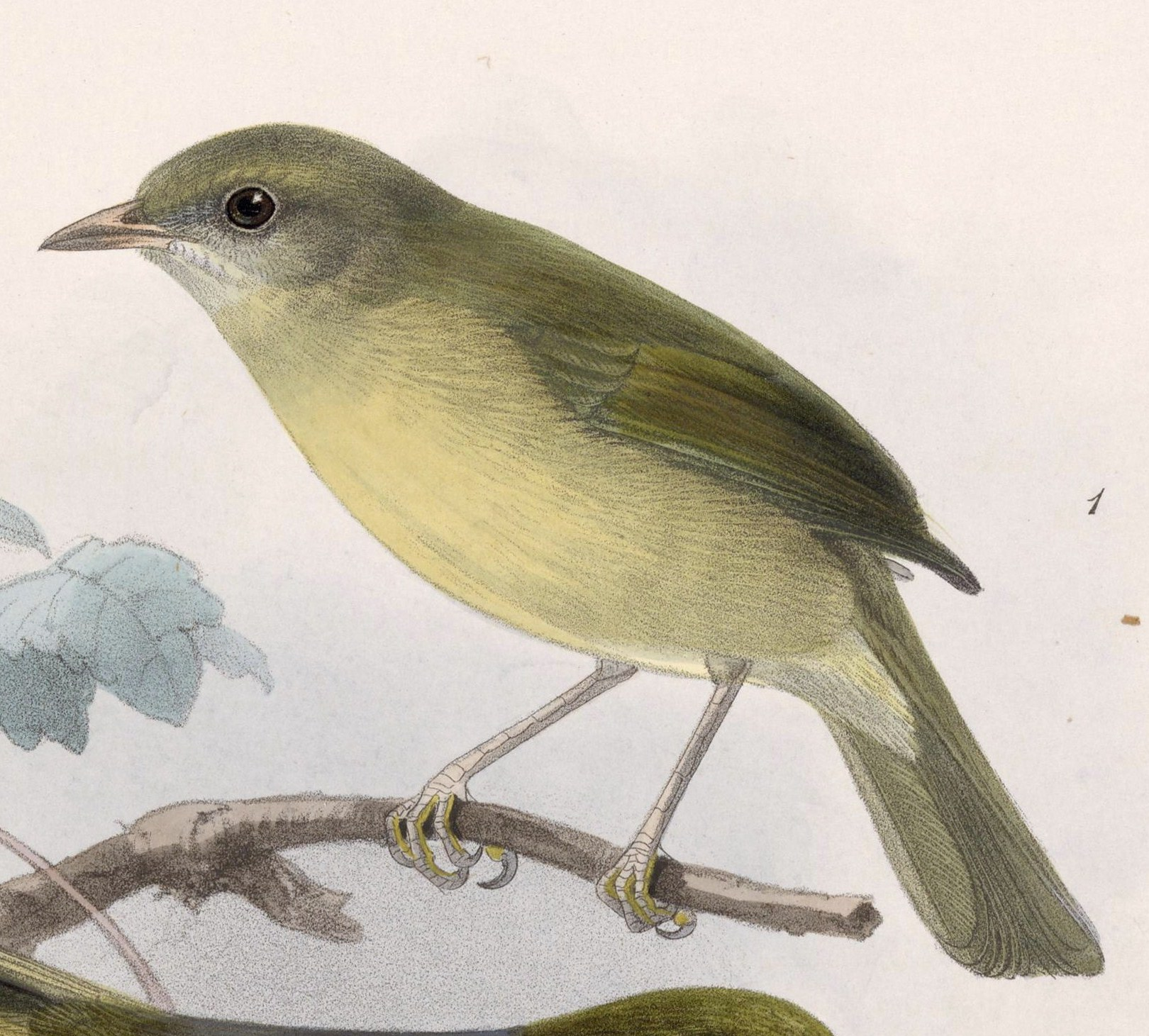
Чагарниковий віреончик (підвид H. f. viridiflavus)

- H. f. viridiflavus Lawrence, 1861 — південно-західна Коста-Рика і Панама (на тихоокеанському узбережжі на схід до річки Чепо[en], на карибському узбережжі в Зоні Каналу);
- H. f. xuthus Wetmore, 1957 — острів Коїба (на південний захід від Панами);
- H. f. flavipes Lafresnaye, 1845 — північне узбережжя Колумбії та долина річки Магдалена на південь до Уїли;
- H. f. melleus Wetmore, 1941 — Серранія-де-Макуїра[en] (схід півострова Гуахіра на крайній півночі Колумбії);
- H. f. galbanus Wetmore & Phelps Jr, 1956 — північно-східна Колумбія і північно-західна Венесуела;
- H. f. acuticaudus Lawrence, 1865 — північна Венесуела, зокрема на острові Маргарита;
- H. f. insularis Sclater, PL, 1861 — острів Тобаго.

Деякі дослідники виділяють підвиди H. f. viridiflavus і H. f. xuthus у окремий вид Hylophilus viridiflavus, а підвид H. f. insularis — у вид Hylophilus insularis.

## Поширення і екологія
Чагарникові віреончики мешкають в Коста-Риці, Панамі, Колумбії, Венесуелі та на Тринідаді і Тобаго. Вони живуть в сухих тропічних лісах і чагарникових заростях, на узліссях, в рідколіссях і саванах. Зустрічаються на висоті до 1200 м над рівнем моря.

## Поведінка
Чагарникові віреончики зустрічаються переважно парами, іноді приєднуються до змішаних зграй птахів. Живляться комахами та іншими безхребетними, яких шукають серед листя на деревах, а також дрібними плодами і ягодами. Гніздо глибоке, чашоподібне, розміщується на дереві. В кладці 3 білих яйця, поцяткованих коричневими плямками.